# Cineclub de les Valls
El Cineclub de les Valls és una associació cultural sense ànim de lucre que s'encarrega de fer difusió de la cultura cinematogràfica, concretament, projectant films en versió original al Teatre Comunal d'Andorra la Vella, Andorra.
És una associació andorrana que va ser fundada l'any 1997. En l'actualitat, és l'única associació d'aquest tipus del Principat i l'únic espai de projecció de pel·lícules, juntament amb els Cinemes Illa Carlemany.
Abans d'aquest cineclub, a Andorra n'havia existit un altre. No hi ha relació entre les dues entitats, tot i així, a part de complir la mateixa funció cultural. Aquest cineclub s'anomenava Cineclub d'Andorra i va sorgir de la iniciativa d'en Jordi Sasplugas i en Josep Farràs per cobrir una demanda cultural a Andorra sense entrar en competència amb el circuit comercial del Principat, que en aquell moment, durant els anys 60 i 70, comptava amb cinc sales de projecció de cinema: el Cinema Cristall d'Escaldes, els cinemes Principat, Modern i De les Valls a Andorra la Vella, el Cinema Concòrdia del Pas de la Casa i el Royal d'Encamp.
Des de llavors hi han hagut moments de crisi participativa que han posat en risc la subsistència del cineclub, com va ocórrer l'any 2011, superant aquest obstacle gràcies a l'esforç de l'actual i quasi vitalici (per falta de candidats) President, Pere Sementé, i de la vicepresidenta Inés Sánchez.
El Cineclub de les Valls va començar amb més d'un centenar de socis que aportaven la seva quota anual. Actualment però, no arriba al centenar
Durant la temporada 2016/17, i pel fet que aquell any Andorra la Vella va ser la Capital Iberoamericana de la Cultura i Educació, es va dur a terme un Cicle de cine Iberoamericà, d'entrada gratuita. En aquella iniciativa van participar las següents entitats: Comú de Andorra la Vella, Govern d ́Andorra, ambaixada d'Espanya a Andorra, ambaixada de Colombia a Espanya, Direcció general de Cine de la República Dominicana, ambaixada de Bolívia a Espanya, ambaixada de Brasil a Espanya.
Els membres de la Junta, i especialment, el President (Pere Sementé) i la Vicepresidenta (Inés Sanchez), han participat en programes de radio i televisió per divulgar les activitats del Cineclub de les Valls. La premsa ha publicat les notícies de la programació trimestral i ressenyes sobre les pel·lícules de cada sessió. En particular, han participat cada setmana al programa “A Caraocreu” i a “Becaris”, ambdós de Ràdio Nacional d'Andorra, donant els dimecres informació del film de la setmana.